# .su

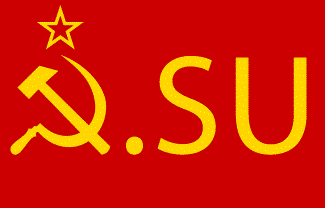
Top-Level-Domain der Sowjetunion

.su ist die länderspezifische Top-Level-Domain (ccTLD) der Sowjetunion. Sie existiert seit dem 19. September 1990 und wird vom Russischen Institut für öffentliche Netzwerke verwaltet.

## Geschichte
Obwohl die Sowjetunion bereits Ende 1991 aufgelöst wurde, ist es bis heute möglich, Adressen unter .su zu registrieren, wobei die Verwaltung vom Nachfolgestaat Russland übernommen wird. Die ICANN plant, die Top-Level-Domain mit der Zeit aufzulösen und zu löschen, aber Lobbyisten kämpfen um deren Erhalt. Im Jahr 2008 wurden die Gebühren für .su-Domains massiv gesenkt, um sie im Vergleich zu .ru attraktiver zu machen und die Stellung gegenüber der ICANN zu stärken.
Im November 2011 existierten etwa 100.000 .su-Domains. Im Oktober 2012 waren knapp 110.000 .su-Domains registriert.
Für die Registrierung einer .su-Domain ist seit Ende 2011 die Vorlage einer Ausweiskopie notwendig. Diese Anforderung gilt nicht für Inhaber einer bereits bestehenden Adresse bzw. deren Verlängerung. Sie hat jedoch dazu geführt, dass zahlreiche Registrare .su-Domains nicht mehr anbieten. Registrierungen von Adressen werden ausschließlich auf zweiter Ebene vorgenommen, neben der lateinischen Schrift sind auch internationalisierte Domainnamen in kyrillischer Schrift erlaubt.